# Bataille de Fairhaven
Guerre d'indépendance des États-Unis
Batailles
Campagne de Boston :
- Powder Alarm
- Suffolk Resolves
- Lexington et Concord
- Boston
- Thompson's War (en)
- Menotomy (en)
- Fairhaven
- Chelsea Creek
- Machias
- Bunker Hill
- Gloucester
- St. John (en)
- Falmouth
- Charlottetown (en)
- Expédition Knox
- Dorchester Heights

La bataille de Fairhaven est le premier engagement naval de la guerre d'indépendance des États-Unis. Elle se déroule le 14 mai 1775 dans la baie de Buzzards au large de Fairhaven (Massachusetts) (anciennement Dartmouth, Massachusetts) et permet à la milice des Patriots de récupérer deux navires précédemment capturés par le HMS Falcon. Les patriots font également prisonnier un équipage de 13 hommes de la Royal Navy, les premiers prisonniers de guerre de la marine. 

## Contexte
Le 19 avril 1775, la guerre d'indépendance américaine débute avec les batailles de Lexington et Concord dans la province britannique de Massachusetts Bay. Après la bataille, la milice qui s'était rassemblée pour s'opposer aux Britanniques commencent à assiéger la ville de Boston. 
Le 13 mai 1775, le HMS Falcon capture deux navires patriots dont les propriétaires, Jesse Barlow et Simeon Wing (le navire de ce dernier commandé par son fils Thomas) viennent de Sandwich (Massachusetts). 

## Engagement
Le capitaine Daniel Egery et le capitaine Nathaniel Pope de Fairhaven commandent un groupe de 30 patriots a bord du sloop Success au large de Fairhaven. Cette milice comprend également Benjamin Spooner, Noah Stoddard (en) et Barnabas Hammond. Ils récupèrent deux navires patriots précédemment capturés par le HMS Falcon, un navire britannique de 14 canons et 110 hommes, commandé par le capitaine John Linzee (Lindsey). Les Américains font prisonnier 13 marins britanniques, les premiers prisonniers navals de la guerre ; deux d'entre eux sont blessés et l'un d'eux est décédé,,,,.
Les corsaires de Fairhaven continuent à harceler et à capturer d'autres navires britanniques tout au long de la guerre.[citation nécessaire]